# Мітч Лакер
Мітч Лакер (англ. Mitch Lucker; 20 жовтня 1984 — 1 листопада 2012) — американський музикант, вокаліст гурту Suicide Silence 2002–2012 років. Мав дружину Джолі та п'ятирічну дочку Кенеді. Загинув 1 листопада 2012 року від важких травм внаслідок аварії на мотоциклі. Відомий всім своєю любов'ю до тату, які були у нього на лівій та правій руках, на грудях, на шиї, на животі та ще декілька на ногах.

## Біографія
Мітч Лакер народився 20 жовтня 1984 року у місті Ріверсайд, Каліфорнія. Створив гурт Suicide Silence у 2002 році. За своє 28-річне життя, разом з гуртом, видав 3 повноформатні альбоми, 3 EP, а також 6 синглів та 6 кліпів. Більшість текстів Мітча на антихристиянську тематику.

### Смерть Мітча
Вночі 31 жовтня 2012 року Мітч Лакер потрапив в аварію на своєму мотоциклі. 1 листопада в 6:17 ранку за каліфорнійським часом він помер у лікарні від важких травм.

Це важко сказати. Мітч помер сьогодні вранці від травм, отриманих під час аварії на мотоциклі. Це розбиває всіх нас. Висловлюємо співчуття його родині. Він завжди залишиться в наших серцях.
Спочивай з миром Мітчеле Адаме Лакере — ми любимо тебе, брате
Оригінальний текст (англ.)
There's no easy way to say this. Mitch passed away earlier this morning from injuries sustained during a motorcycle accident. This is completely devastating to all of us and we offer our deepest condolences to his family. He will be forever in our hearts.
R.I.P. Mitchell Adam Lucker - We Love You Brother
— Suicide Silence на Facebook
За декілька годин до своєї смерті у своєму твітер-акаунті Мітч опублікував своє фото, розмальованого до Гелловіну з надписом «Мертві живуть..» («The dead are living..»)

## Дискографія
Suicide Silence
- Suicide Silence (міні-альбом) (2005)
- The Cleansing (2007)
- No Time to Bleed (2009)
- The Black Crown (2011)
- You Can't Stop Me (2014) - тільки слова[7]

Commissioner
- What Is? (EP) (2011)